# Cá nóc nhím năm vằn
Cá nóc nhím năm vằn (tên khoa học Diodon liturosus) là một loài cá nóc trong họ Diodontidae. Chúng thường được tìm thấy ở các vùng biển nhiệt đới và cận nhiệt đới ở Ấn Độ Dương-Thái Bình Dương trên các rạn san hô và đá trong các vùng nước ven bờ.

## Mô tả
Cá nóc nhím năm vằn là loài cá có kích thước trung bình, có thể lên đến 65 cm (26 in), nhưng kích thước trung bình thường đạt 45 cm (18 in). Thân cá thuôn dài, phần đầu hình cầu với đôi mắt to tròn lồi và cái miệng lớn hiếm khi khép lại. Vây ngực lớn, không có vây bụng, vây hậu môn và vây lưng gần với cuống đuôi. Tất cả các vây đều có màu trắng hoặc hơi vàng đồng nhất mà không có bất kỳ đốm nào. Da mịn và săn chắc, các vảy biến đổi thành gai hướng ra lưng. Màu sắc cơ thể từ nâu nhạt đến vàng cát với các đốm sẫm màu bao quanh với một đường trắng và bề mặt bụng nhạt. Loài cá duy nhất khác mà nó có thể bị nhầm lẫn là cá nóc nhím gai dài (Diodon holocanthus), nhưng nó có gai ngắn hơn nhiều và không có một vệt đen chạy giữa hai mắt.
Trong trường hợp nguy hiểm, cá nóc nhím năm vằn có thể tự phồng lên để đe dọa kẻ săn mồi tiềm năng do kích thước lớn hơn và hàng gai tua tủa để phòng thủ. Ngoài ra, chúng còn trữ một loại chất độc thần kinh mạnh gọi là tetrodotoxin trong một số bộ phận cơ thể như gan, da, tuyến sinh dục và nội tạng. Tất cả chúng tạo thành một hệ thống phòng thủ đủ để ngăn cản những kẻ săn mồi tiềm năng. 

## Phân bố và sinh cảnh

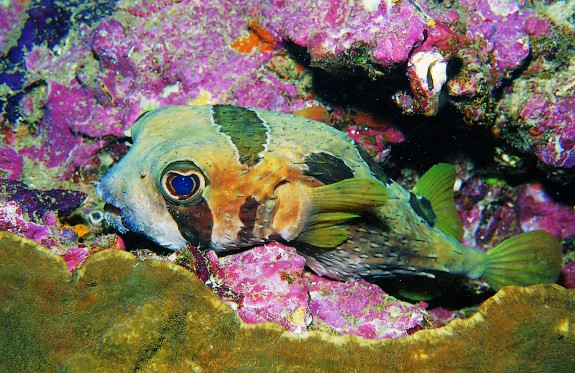
Diodon liturosus

Cá nóc nhím năm vằn được tìm thấy ở các vùng biển nhiệt đới và cận nhiệt đới ở Ấn Độ Dương-Thái Bình Dương từ bờ biển phía đông của châu Phi đến Nhật Bản, quần đảo Société và Tây Úc, và cả phía đông nam của Đại Tây Dương trên bờ biển Nam Phi. 
Con trưởng thành ưa thích sống ở các vùng các đầm phá, rạn san hô trên cùng và san hô hướng ra biển hoặc rạn đá từ một đến 90 độ sâu m, nhưng nó thường được tìm thấy trong khoảng từ 15 đến 30 m. 

## Sinh vật học
Cá nóc nhím năm vằn thường ăn các loài cầu gai, động vật chân bụng và giáp xác.
Loài cá này sống đơn độc, trừ thời kỳ giao phối, chúng hoạt động về đêm với cường độ hoạt động tối đa vào lúc hoàng hôn và mặt trời mọc. Ban ngày, chúng thường ẩn mình trong các hang động hoặc dưới các gờ đá. 